# Олімпія Фульвія Мората
Олімпія Фульвія Мората (італ. Olimpia Fulvia Morata; 1526, Феррара, Італія — 26 жовтня 1555, Гайдельберг, Курпфальц) — італійська науковиця. Народилась у Феррарі в сім'ї Фульвіо Пеллеґріно Морато і Лукреції (можливо, Гоці).
Її батько, який був наставником молодих принців із герцогського дому Есте, був у близьких стосунках із найвченішими людьми Італії, завдяки чому його дочка від раннього віку вбирала наукові знання. У 12 років Олімпія вже вільно говорила грецькою та латиною.
Приблизно в цей же час її закликали до палацу як компаньйонку та наставницю молодшої, але не менш обдарованої Анни д'Есте, дочки Рене, герцогині Феррарської. Двір герцогині відвідували багато людей, які мали літературну славу або були схильними до ідей протестантизму, зокрема Жан Кальвін, Вітторія Колонна та Клеман Маро. У підлітковому віці Олімпія вже читала лекції про творчість Цицерона та Кальвіна.
1546 року покинула двір, щоб дбати про хворого батька, а після його смерті зайнялася вихованням своїх братів та сестер. Батько помер наверненим у протестантизм, і Олімпія прийняла вчення Лютера та Кальвіна. Повернувшись до двору, через шлюб Анни д'Есте зі Франсуа де Гізом залишилась на самоті. Вивчала філософію і листувалася з Гаспаро Сарді, який присвятив їй свою De Triplici Philosophia.
Приблизно наприкінці 1550 року вийшла заміж за молодого студента, який навчався медицини та філософії, Андреаса Ґрундлера зі Швайнфурта (Баварія). 1554 року вирушила разом з чоловіком на його батьківщину, де його призначено лікарем у гарнізон іспанських військ. 1553 року маркграф Альбрехт Бранденбурзький під час одного з грабіжницьких походів захопив Швайнфурт і був своєю чергою обложений протестантами. Зрештою, Альбрехт Бранденбурзький мусив покинути Швайнфурт, а Олімпія з чоловіком врятувалися втечею. Внаслідок цих перипетій багато її творів утрачено.
У результаті 1554 року їм удалося дістатися Гайдельберга, де, завдяки заступництву сім'ї Ербахів, Ґрундлер отримав місце лектора з медицини.
1558 року, після її смерті, в Базелі видано великий збірник низки її грецьких листів та латинських діалогів, які вона довірила своєму другові та письменнику Челіо Секондо Куріоне.